# Acianthus confusus
Acianthus confusus là một loài thực vật có hoa trong họ Lan. Loài này được Guillaumin mô tả khoa học đầu tiên năm 1922.